# Taura
Taura là một đô thị trong huyện Mittelsachsen, in bang tự do Sachsen, nước Đức. Đô thị Taura có diện tích 11,11 km², dân số thời điểm ngày 31 tháng 12 năm 2005 là 2630 người.